# زیردریایی کلاس ناکن
سابمارین کلاس ناکن (به انگلیسی: Näcken-class submarine) یک کلاس از زیردریایی است که طول آن ۴۴ متر (۱۴۴ فوت ۴ اینچ) می‌باشد.